# Église évangélique assyrienne

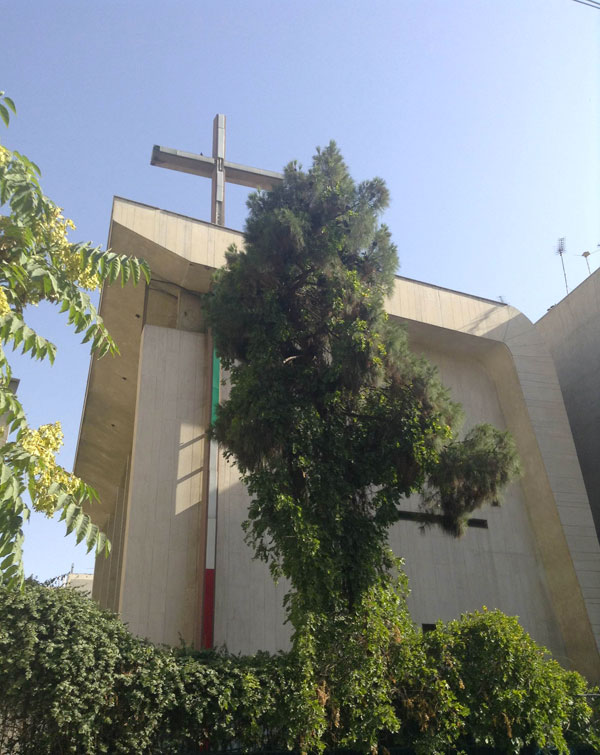
Église évangélique saint Thomas à Téhéran, Iran.

L'Église évangélique assyrienne est une Église protestante née de l'activité de l'église presbytérienne dans la communauté assyrienne au Proche-et-Moyen-Orient en 1870 . 

## Organisation
Il existe des Églises évangéliques assyriennes dans plusieurs pays du Proche-et-Moyen-Orient (Iran, Irak, etc.), ainsi que dans les pays où se sont installées des communautés assyriennes (principalement aux États-Unis). Cependant elles sont très minoritaires par rapport aux Églises orientales traditionnelles.